# Werner II von Lenzburg-Baden
Werner II von Lenzburg-Baden (zm. 1159) – kondotier szwabski, markiz Ankony, książę Spoleto w latach 1136-1159.

## Życiorys
Był synem margrabiego i księcia Spoleto, Wernera II oraz Altrudy. Po śmierci ojca w 1120 wraz z bratem Fryderykiem, dziedziczył Księstwo Spoleto i Marchię Ankońską. Prowadził politykę będącą kontynuacją poczynań rodzica, zgodną z interesami Świętego Cesarstwa Rzymskiego.
W 1136 Werner razem z bratem uczestniczył w koronacji Lotara III na króla Niemiec i Italii. W 1139 został jedynym panem swoich włości. W 1142 ofiarował część terytoriów w Marchii cystersom z Mediolanu, którzy założyli opactwo Chiaravalle di Fiastra.
Od 1152, gdy na tronie imperialnym zasiadł Fryderyk I Barbarossa, Werner brał udział w działaniach militarnych, m.in. w oblężeniu Cremy w 1159. Zginął w tym samym roku w Lombardii. Wraz ze śmiercią Wernera rodzina Lenzburg-Baden straciła kontrolę nad dobrami Księstwa Spoleto.